# Danny Blum
Danny Blum (Frankenthal, 7 gennaio 1991) è un calciatore tedesco, centrocampista. che gioca in Oberliga nel Pfeddersheim

## Palmarès

### Club

#### Competizioni nazionali
- 3. Liga: 2

Sandhausen: 2011-2012
Karlsruhe: 2012-2013
- Coppa di Germania: 1

Eintracht Francoforte: 2017-2018
- Campionato tedesco di seconda divisione: 1

Bochum: 2020-2021